# ジェンテックス (自動車部品メーカー)
ジェンテックス・コーポレーション（Gentex Corporation、NASDAQ: GNTX）は、世界の自動車産業向けに自動防眩後写鏡、カメラによるドライバー補助システム、HomeLinkワイヤレス制御システム、および先進技術装備の開発、設計、製造を行うアメリカの企業である。北米の防火市場向けの商用煙感知器、信号装置や、商用、ビジネス、一般向け航空市場向けの調光可能な航空機窓も提供している。本社はミシガン州ジーランドにあり、1974年に創業された。ジェンテックス社の自動防眩ミラーはエレクトロクロミズムを使用し、後方車のヘッドランプからの届く光量に比例して調光する。また、様々な追加機能がある。ジェンテックス社の総売上のおよそ98パーセントが、世界の全ての主要自動車メーカーへの自動防眩ミラーの販売に由来する。

## 防火
ジェンテックスは防火製品の製造会社としてFred Bauerによって1974年に創業された。ジェンテックスは初の二重センサ光電煙感知器を作った。これは誤警報を起こしにくいと考えられ、くすぶっている火をすばやく検知することができる。1990年代初頭、ジェンテックスは聴覚障害者に警告するために設計されたストロボライト付きの煙感知器を発表した。今日、ジェンテックスは、火災警報システム、自律および相互接続システムのための光電検出器の全製品群を製造している。

## 自動車

### 自動車用ルームミラー
ジェンテックスは、1982年にグレア条件に合わせて自動的に調節する後写鏡を始めて発表した。

### 自動防眩ミラー

#### ルームミラー

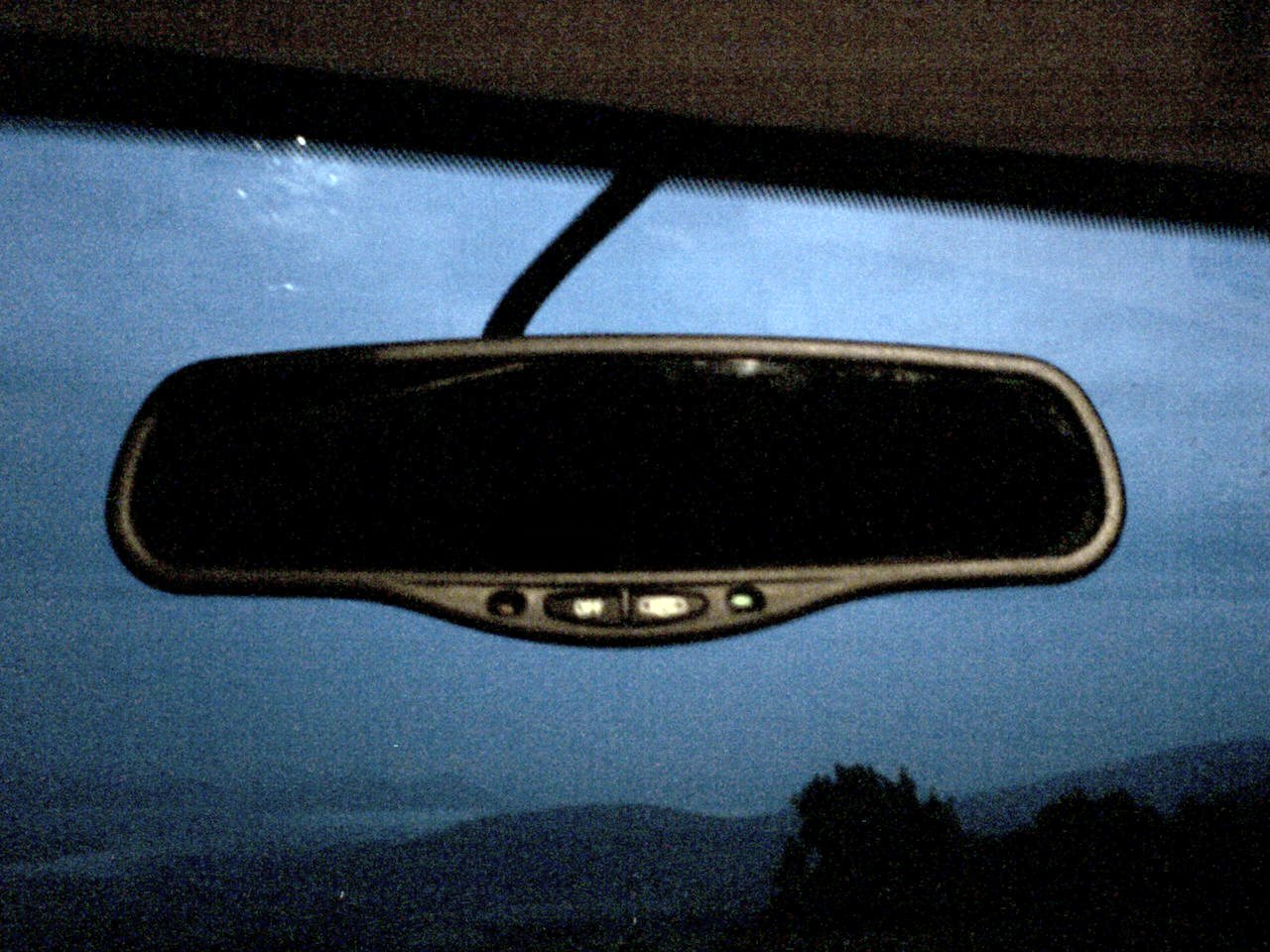
ジェンテックス製自動防眩ミラー

ジェンテックスは1987年にエレクトロクロミズムに基づく自動防眩ミラーを発表した。グレア（まぶしさ）の低減は、グレア源が視界から離れた後のトロクスラー効果が原因で起こる一時的な盲点を取り除く。
これらのミラーは前面と後面にそれぞれ環境光の強さと接近車両のグレアを測定するセンサを持つ。エレクトロクロミックゲルが2枚のガラスの間に置かれ、これによってグレアの強さに比例してミラーを薄暗くすることが可能になる。

#### サイドミラー
1991年、外部エレクトロクロミックミラーがジェンテックスの製品群に加わった。これらのミラーはルームミラーと同じ原理で動作する。

### 追加機能
- 方位/温度表示
- スポットライト
- OnStar（英語版）
- HomeLinkワイヤレス制御システム
- タイヤ圧指示灯
- SmartBeam
- マイク
- リヤカメラディプレイ (RCD)

## 航空宇宙
ジェンテックスはPPGと契約し、ボーイング787ドリームライナー向けの自動防眩窓を提供した。

## 推薦文献
- Miel, Rhoda (2001年9月3日). “Gentex tops Andersen's value analysis”. Plastics News (Traverse City, Michigan) 2011年6月22日閲覧。[リンク切れ]
- Miel, Rhoda (2001年9月10日). “Gentex looks in mirror, likes what it sees”. Automotive News 2011年6月22日閲覧。[リンク切れ]
- Burt, Erin (2003年8月7日). “Gentex: Reflecting a Strong Balance Sheet”. Kiplinger's Pick of the Day Web Feature.  オリジナルの2012年11月6日時点におけるアーカイブ。 2011年6月22日閲覧。